# Drosophila canalinioides
Drosophila canalinioides este o specie de muște din genul Drosophila, familia Drosophilidae, descrisă de Wheeler în anul 1957. Conform Catalogue of Life specia Drosophila canalinioides nu are subspecii cunoscute.